# Torymus capitonis
Torymus capitonis är en stekelart som beskrevs av Graham och Gijswijt 1998. Torymus capitonis ingår i släktet Torymus och familjen gallglanssteklar.
Artens utbredningsområde är Frankrike. Inga underarter finns listade i Catalogue of Life.